# Thaïs Alessandrin
Thaïs Alessandrin (* 1998) ist eine französische Schauspielerin.

## Leben und Karriere
Thaïs Alessandrin ist die Tochter der Regisseure Lisa Azuelos und Patrick Alessandrin und die Enkelin von Marie Laforêt. Ihr Debüt gab sie 2008 in dem Film LOL (Laughing Out Loud).
Anschließend war sie 2014 in Ein Augenblick Liebe zu sehen. Außerdem bekam sie 2019 in dem Film Mon bébé eine Hauptrolle. Im selben Jahr trar sie in All Inclusive auf. 2022 setzte Alessandrin ihre Karriere in I Love America fort.

## Filmografie
Filme
- 2008: LOL (Laughing Out Loud)
- 2014: Ein Augenblick Liebe
- 2019: Mon bébé
- 2019: All Inclusive
- 2022: I Love America